# Villanova Monteleone
Villanova Monteleone (Biddanoa Monteleone in sardo) è un comune italiano di 2 035 abitanti della città metropolitana di Sassari. Si trova nella zona nord-occidentale della Sardegna nell'entroterra algherese.

## Geografia fisica

### Territorio
Il suo territorio ha un'estensione che supera i 200 km². Una particolarità del paese è che, pur essendo in alta collina a quasi 600 metri di altezza, ha nelle vicinanze la spiaggia di Poglina, a 16 km dal paese.

## Storia
L'area fu abitata già dal Neolitico, in epoca nuragica, per la presenza sul territorio di alcuni nuraghi.
Nel Medioevo, col nome di Monteleone, appartenne al giudicato di Torres e fece parte della curatoria di Caputabbas. Alla caduta del giudicato (1259) passa sotto il dominio della famiglia genovese dei Doria, e nel 1383 formò la contea di Monteleone. Nel corso delle lotte tra i Doria e gli aragonesi andò decadendo, ma si riebbe quando gli abitanti del vicino borgo di Monteleone Rocca Doria vi si stabilirono: nel 1436, dopo un lungo assedio da parte di aragonesi, sassaresi e bosani, i monteleonesi si rifugiarono nel preesistente borgo di Villanova, ritenuto più sicuro e più salubre perché più in alto e ricco di foreste di querce e sugheri, che da allora venne chiamato: Bidda Noa Monteleone, ossia città nuova di Monteleone.
Nel 1436 il paese passò dai Doria agli Aragonesi e fu inglobato nel Regno di Sardegna.
L'abitato in origine sorgeva intorno alla zona di Suelzu entosu (sughero ventoso), poi comunemente detto Su Zentosu nella parte alta di Sa Rughe manna, ove comincia la strada per il santuario di Interrios, a tre chilometri dal paese. Nel 1582 subì una grande e sanguinosa invasione barbaresca proveniente dalla marina attraverso "Sa pigada de sos Turcos" e dalla località di Monte Cucu, situato sulla strada provinciale Sassari-Villanova-Bosa. La battaglia fu molto cruenta, con morti e parecchi abitanti fatti schiavi, da cui il nome anche di campu dolorosu. Gli abitanti per ragioni di sicurezza traslocarono ancora una volta su un costone più interno del loro territorio, denominato Santa Maria, e lì ricostruirono il paese. Gli schiavi (in maggior parte donne e bambini) furono salvati dal marchese Boyl di Putifigari, che, con un esercito di trecento uomini a cavallo armati di fucili, inseguì i pirati sino alla loro nave, facendone una carneficina.
Ancora oggi in memoria di quell'evento, si festeggia a Interrios, la festa di San Giovanni Battista il 29 agosto di ogni anno e il rientro della Madonna Vergine d'Interrios alla parrocchia di San Leonardo de Limoges.
A metà del XVI secolo fu feudo dei Brunengo, ai quali fu riscattato nel 1839 con la soppressione del sistema feudale, per cui divenne un comune amministrato da un sindaco e da un consiglio comunale.
Sviluppatasi notevolmente quale centro di commercio e crocevia per le zone dell'interno, quali Montresta, Bosa ecc., Villanova divenne centro di comunicazione e passaggio per le città di Alghero e Sassari. Durante il XX secolo cresce sino a sfiorare i 6 000 abitanti, ma le successive emigrazioni la riducono alla popolazione attuale. Villanova sino a dopo la seconda guerra mondiale era sede di pretura, di carcere mandamentale e di caserma di carabinieri a cavallo. Era inoltre stazione di guardaboschi (citata anche da Alberto La Marmora nella sua opera Viaggio in Sardegna ospitato a Villanova dal Conte di Minerva).

### Simboli
Lo stemma e il gonfalone del comune di Villanova Monteleone sono stati concessi con decreto del presidente della Repubblica del 22 settembre 1992.
Il gonfalone è un drappo di bianco.

## Monumenti e luoghi d'interesse

### Architetture religiose

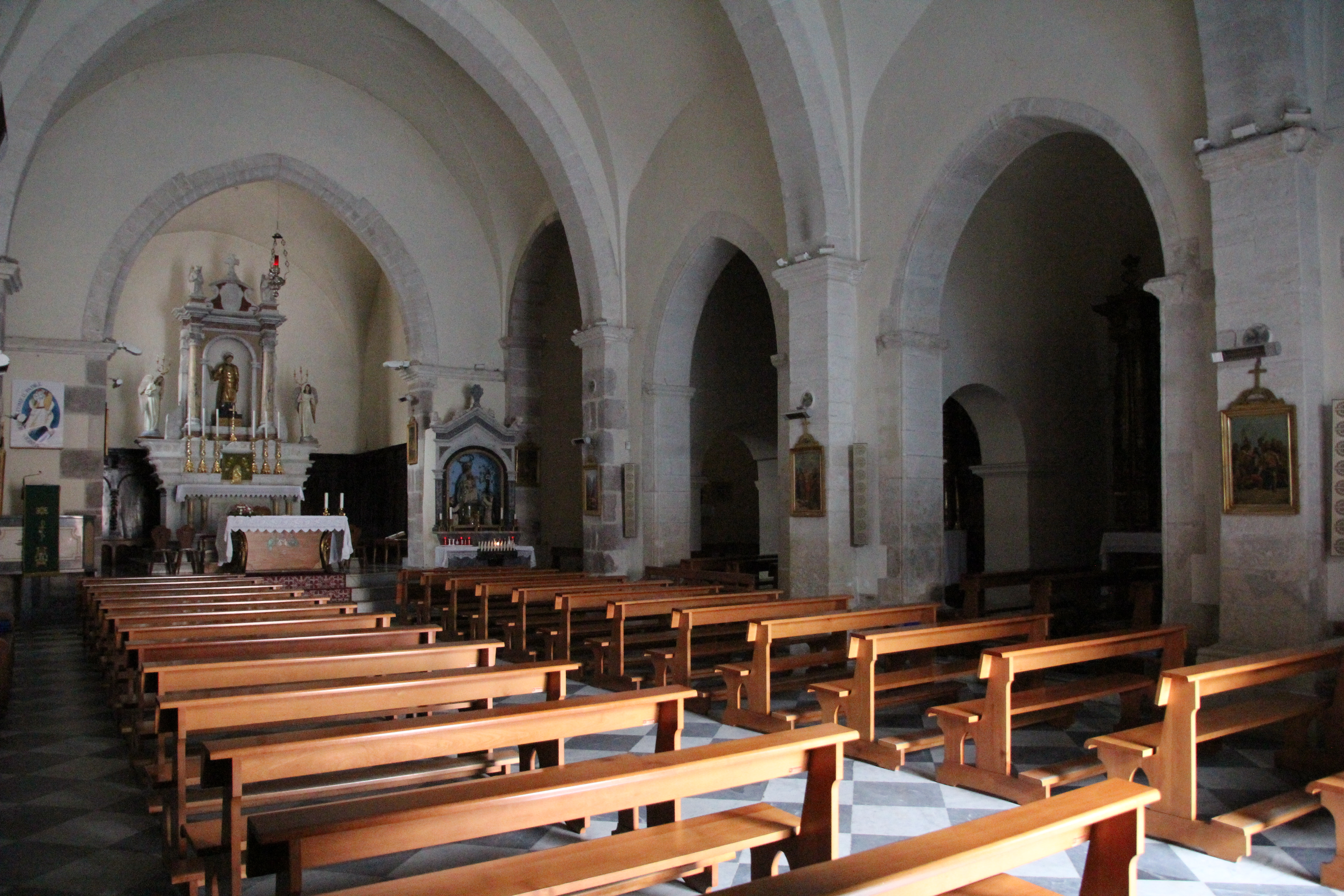
Interno della chiesa di San Leonardo da Limoges

La chiesa parrocchiale è quella di San Leonardo; originariamente dedicata a sant'Antioco venne poi dedicata a san Leonardo di Limoges (protettore dei prigionieri), patrono del paese; la ricorrenza festiva ricade il 6 novembre ma normalmente il santo viene festeggiato l'11 giugno. In seguito all'ampliamento del 1789 rimase intatta soltanto la facciata della chiesa (eseguita in stile romanico-gotico).
Altri luoghi di culto importanti sono le cinquecentesche chiesa della Madonna del Rosario, chiesa campestre di Nostra Signora di Interrios e l'oratorio di Santa Croce.
Si evidenziano inoltre le tre edicole religiose poste alle uscite del paese e dedicate alla Madonna di S'ena Frisca, alla Madonna di Valverde e a santa Caterina.

### Architetture civili
- L'ex palazzo delle scuole Su Palatu 'e Sas Iscolas realizzato tra il 1890 e il 1920 ora sede del Museo Etnografico comunale dedicato a Sebastiano Pirisi.

### Architetture militari
- La torre di Poglina ora ridotta a rudere. D'epoca spagnola.
- La torre Badde Jana.

### Siti archeologici
Importanti resti di insediamenti preistorici sono stati ritrovati a valle del paese, sulla strada per Monteleone Rocca Doria.
Di una certa rilevanza sono:
- La necropoli di Puttu Codinu.
- Il nuraghe Appiu nuraghe complesso.
- La tomba dei giganti di Laccaneddu.

Vi sono poi ben 55 domus de janas tra cui:
- La Domus de janas di Pubusattile. Domus spettacolare scavata nella trachite e ricchissima di pitture.

### Luoghi di interesse naturalistico
Da questa cittadina, grazie alla sua collocazione geografica, si possono osservare panorami suggestivi che danno verso Alghero-Sassari e Bonorva.
Il paese è ricco di fonti d'acqua: al suo interno è famosa la fonte de "Su Cantaru" (lett. La fonte). Il nome si ritiene sia proveniente dallo spagnolo (per esempio conosciuta è la cittadina di Alicante, città ricca di sorgenti d'acqua, ma sia mutuato dall'arabo il cui significato è appunto quello di "fonte", "sorgente d'acqua". Un'altra fonte d'acqua importante si trova lungo la strada statale 292 Alghero-Oristano, denominata "Su Paradisu" (lett. Il paradiso). Nel suo territorio si trovano anche delle sorgenti termali sulfuree, essendo la zona di origine vulcanica: conosciutissimo per questo è l'imponente e spettacolare Monte Minerva antico tronco vulcanico spento, che sorge nei pressi di Monteleone Rocca Doria.

## Società

### Evoluzione demografica
Abitanti censiti

### Lingue e dialetti
La variante del sardo parlata a Villanova Monteleone è quella logudorese settentrionale.

## Cultura

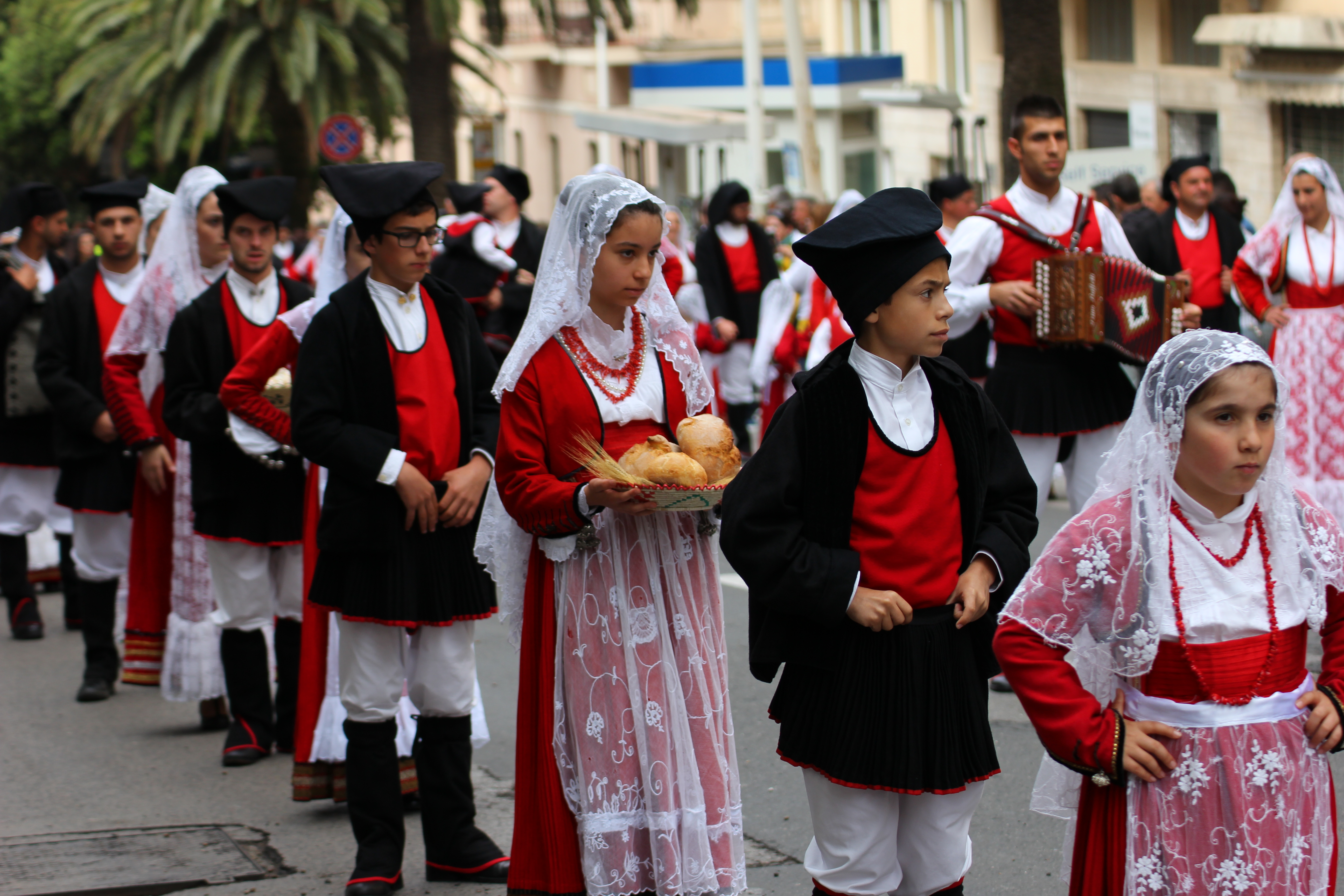
Costume tradizionale

## Economia

### Artigianato
Tra le attività più tradizionali e rinomate vi sono quelle artigianali, che si distinguono per l'arte della tessitura, finalizzata alla produzione di tappeti e di arazzi, realizzati con telai orizzontali e caratterizzati dalla prevalenza dei colori giallo, nero, rosso, dai disegni geometrici o dalle figure ispirate da oggetti rurali oppure da elementi della natura.
Il paese è apprezzato anche per la lavorazione del legno e per l'arte di intrecciare i cesti.

## Amministrazione
Il comune fece parte della Comunità montana di Osilo, soppressa nel 2007. Dal 2008, per contro, è sede dell'Unione dei Comuni del Villanova che, oltre al suo capoluogo, comprende anche i comuni di Romana, Monteleone Rocca Doria, Padria e Mara.
| Periodo         | Periodo         | Primo cittadino  | Partito                          | Carica                    | Note   |
| --------------- | --------------- | ---------------- | -------------------------------- | ------------------------- | ------ |
| 23 aprile 1995  | 16 aprile 2000  | Pietro Fois      | liste civiche di centro-sinistra | Sindaco                   | [ 11 ] |
| 16 aprile 2000  | 8 maggio 2005   | Sebastiano Monti | lista civica                     | Sindaco                   | [ 12 ] |
| 8 maggio 2005   | 30 maggio 2010  | Sebastiano Monti | lista civica                     | Sindaco                   | [ 13 ] |
| 30 maggio 2010  | 31 maggio 2015  | Quirico Meloni   | lista civica Idea Futuro         | Sindaco                   | [ 14 ] |
| 31 maggio 2015  | 26 ottobre 2020 | Quirico Meloni   | lista civica Idea Futuro         | Sindaco                   | [ 15 ] |
| 26 ottobre 2020 | 10 ottobre 2023 | Vincenzo Ligios  | lista civica Villa Nuova         | Sindaco                   | [ 16 ] |
| 10 ottobre 2023 | 9 giugno 2024   | Giovanni Fadda   |                                  | Commissario straordinario | [ 17 ] |
| 9 giugno 2024   | in carica       | Quirico Meloni   | lista civica Idea Villanova      | Sindaco                   | [ 17 ] |